# Шуанъян
Шуанъя́н (кит. упр. 双阳, пиньинь Shuāngyáng) — район городского подчинения города субпровинциального значения Чанчунь провинции Гирин (КНР). Район назван в честь протекающей по его территории реки Шуанъянхэ.

## История
В 1910 году в этих местах был образован уезд Шуанъян. В 1941 году власти Маньчжоу-го объединили уезды Шуанъян и Иньтун в уезд Тунъян. По окончании Второй мировой войны в 1945 году уезд Шуанъян был воссоздан, и в том же году переименован в уезд Янчунь. В 1946 году уезду было возвращено прежнее название.
В 1995 году уезд Шуанъян был преобразован в район городского подчинения.

## Административное деление
Район Шуанъян делится на 4 уличных комитета, 3 посёлка и 1 национальную волость.

## Соседние административные единицы
Район Шуанъян граничит со следующими административными единицами:
- Район Наньгуань (на северо-западе)
- Район Эрдао (на севере)
- Городской округ Гирин (на востоке и юге)
- Городской округ Сыпин (на западе)